# Güner Yalçıner
Güner Yalçıner (1937) è un ex cestista turco.

## Carriera
Con la Turchia ha disputato i Campionati europei del 1959.